# Sitarida nigricans
Sitarida nigricans is een keversoort uit de familie waaierkevers (Rhipiphoridae). De wetenschappelijke naam van de soort is voor het eerst geldig gepubliceerd in 1973 door Riek.